# 수장룡
수장룡(首長龍, Plesiosauria)은 중생대 때 살았던 수생 파충류이다. 장경룡(長頸龍)이라고도 일컫는다.

## 개요
플레시오사우루스가 최초의 수장룡이고 그 후에, 엘라스모사우루스, 크로노사우루스가 번성했다. 수장룡은 크게 목이 긴 종류와 목이 짧은 종류로 분류를 하는데, 두 종 모두 몸길이가 5미터에서 28미터까지 다양했다. 번식에 대해서 아직까지 확인된 바가 없지만, 아마도 물 속에서 새끼를 낳았을 것으로 여겨지고 있다. 공룡과 함께 백악기-제3기 대멸종 때 모든 종이 멸종했다. 어룡과는 달리 물 속에서 숨을 쉴 수 없어 물 밖으로 얼굴만 내밀어 숨을 쉰다.
플레시오사우루스는 약 2억 300만 년 전 , 아마도 라에티아기 후기 삼첩기 에 처음 나타났으며,  특히 쥐라기 시대에 흔해져서 약 6,600만 년 전 백악기 말 백악기-고제3기 멸종 사건 으로 인해 사라질 때까지 번성했습니다 . 플레시오사우루스는 전 세계 해양 분포를 보였으며, 일부 종은 적어도 부분적으로 담수 환경에서 서식했다. 
1. ↑  “Plesiosaur fossils found in the Sahara suggest they weren't just marine animals” (영어). 2025년 7월 31일에 확인함.